# Townsendia annua
Townsendia annua là một loài thực vật có hoa trong họ Cúc. Loài này được Beaman miêu tả khoa học đầu tiên năm 1957.